# Parc Nacional dels Voyageurs
El Parc Nacional dels Voyageurs (Voyageurs National Park) és un parc nacional establert el 1975 al nord de l'estat de Minnesota als Estats Units, prop d'International Falls, a la frontera amb Canadà. El seu nom commemora els anomenats voyageurs (literalment "viatgers" en francès), comerciants de pells francocanadencs que van ser els primers europeus que van viatjar amb freqüència a través de la zona.
El parc es caracteritza pels seus recursos d'aigua excepcionals. És popular entre els piragüistes, caiaquistes, altres navegants i pescadors. La Península de Kabetogama, que es troba dins del parc i consta de la major part de la seva superfície terrestre, és accessible només per vaixell. L'Àrea Salvatge del Piragüisme de les Aigües Fronteres (Boundary Waters Canoe Area Wilderness) dins del Bosc Nacional de Superior, i el Parc Provincial de Quetico (Quetico Provincial Park) a la província canadenca d'Ontario, són a l'est de Voyageurs. Aquestes tres zones protegides col·lectivament s'anomenen les Aigües Fronteres (Boundary Waters).
El Parc Nacional dels Voyageurs compta amb diverses rampes de vaixell i centres de visitants al voltant de la seva perifèria. Tanmateix Kabetogama, el cor del parc, només és accessible per vaixell o, a l'hivern, per moto de neu, esquís o raquetes de neu.
Acull prop de 235.000 visitants l'any.

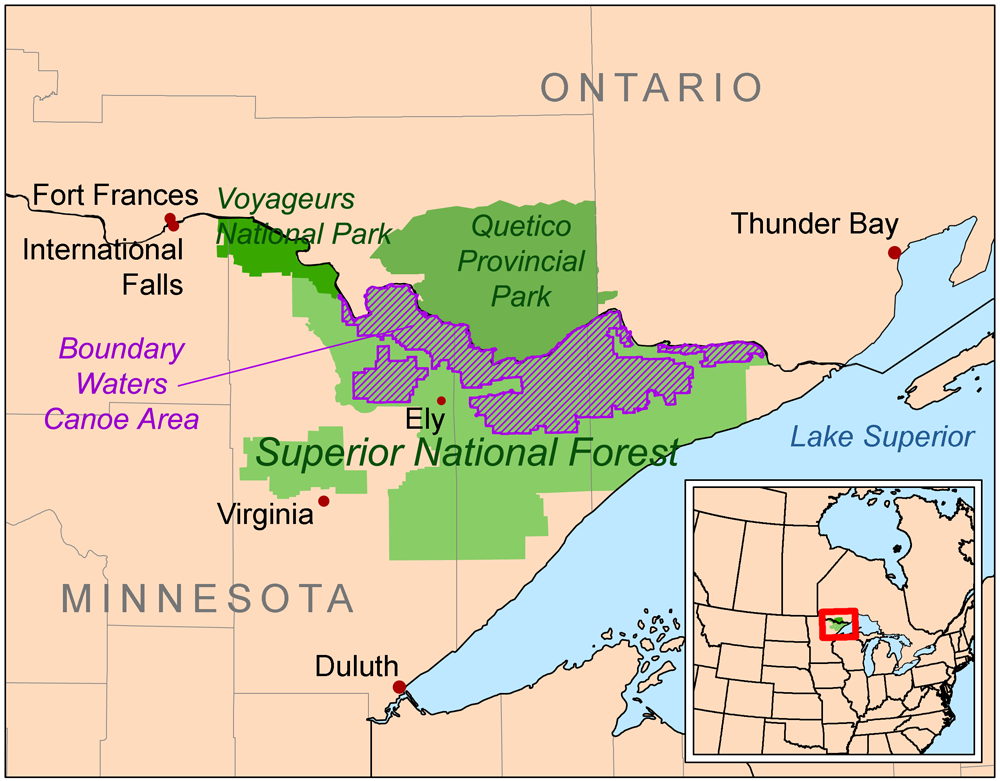
Parc Nacional dels Voyageurs amb relació a les Aigües Fronteres